# Hemidodecaedru
În geometrie un hemidodecaedru este un politop abstract⁠(d) regulat, care are jumătate din fețele unui dodecaedru.

## Realizare
Poate fi realizat ca un poliedru proiectiv⁠(d) (o teselare a planului proiectiv real⁠(d) cu 6 pentagoane), care poate fi vizualizat prin construirea planului proiectiv ca o emisferă unde puncte opuse de-a lungul frontierei sunt conectate și împart emisfera în trei părți egale.

## Geometrie
|                                          |                                                   |
| Dualul hemidodecaedrului, hemiicosaedrul | Diagramă Schlehgel haxagonală a hemidodecaedrului |

Are 6 fețe pentagonale, 15 laturi și 10 vârfuri. Dualul său este hemiicosaedrul.

## Graful Petersen

Cele șase fețe ale hemidodecaedrului în cicluri colorate în graful Petersen

Graful complet K6 reprezintă cele 6 vârfuri și 15 laturi ale dualului, hemiicosaedrul. Din punctul de vedere al teoriei grafurilor, aceasta este o încorporare a {\displaystyle K_{6}} (graful complet cu 6 vârfuri) pe un plan proiectiv real. Cu această încorporare, graful este graful Petersen (v. și hemiicosaedru). 